# Klaus Poier
Klaus Poier (* 4. Juli  1969) ist ein österreichischer Politikwissenschaftler und Verfassungsjurist. Er ist Universitätsprofessor am Institut für Öffentliches Recht und Politikwissenschaft und Leiter des Zentrums für österreichisches und europäisches Hochschulrecht sowie Hochschulgovernance (ZHR) an der Karl-Franzens-Universität Graz. Ab 2015 war er Mitglied im ORF-Stiftungsrat. Seit 1998 Generalsekretär des Club Alpbach Steiermark sowie Obmann des Dr.-Karl-Kummer-Instituts für Sozialreform, Sozial- und Wirtschaftspolitik Steiermark.

## Leben
Poier schloss das Doktoratsstudium der Rechtswissenschaften im Jahr 2000 mit dem Dissertationsthema Minderheitenfreundliches Mehrheitswahlrecht ab. Seine Forschungsschwerpunkte sind Demokratieentwicklung, Wahlrecht & Wahlsysteme, Direkte Demokratie und andere Fragen an der Schnittstelle von Recht und Politik. Poier war von 2003 bis 2005 für den Landtag Steiermark Mitglied des Österreich-Konvent und war Mitglied der Enquete-Kommission zur Stärkung der Demokratie in Österreich. Gemeinsam mit dem Rechtswissenschaftler Theo Öhlinger hat er zu dieser Enquete-Kommission das Buch Direkte Demokratie und Parlamentarismus? herausgegeben.
Am 9. Juli 2015 ernannte die Steiermärkische Landesregierung Poier als Nachfolger von Alois Sundl zum steirischen Mitglied im ORF-Stiftungsrat. 2011 wurde er Leiter der vom Politiker und Industriellen Frank Stronach an der Universität Graz eingerichteten „Frank Stronach Forschungsgruppe“. Er ist Mitglied des ÖVP Ethikrats.
Seit 1993 ist er Mitglied der katholischen Studentenverbindung KÖStV Babenberg Graz im ÖCV. 2022 wurde er Vorsitzender des neu eingerichteten wissenschaftlichen Beirates der Politischen Akademie der ÖVP. Von der Landesregierung Kunasek wurde Thomas Prantner im Jänner 2025 zu seinem Nachfolger im ORF-Stiftungsrat bestellt.

## Auszeichnungen
- 2017: Wissenschaftspreis der Margaretha Lupac Stiftung des Österreichischen Parlaments[17]
- 2001: Böhlau-Jubiläumspreis der Österreichischen Akademie für Wissenschaften

## Werke
als Autor
- Minderheitenfreundliches Mehrheitswahlrecht: rechts- und politikwissenschaftliche Überlegungen zu Fragen des Wahlrechts und der Wahlsystematik. Böhlau, Wien, Köln, Weimar, 2001, ISBN 3-205-99338-1.
- Verfassungsrecht und allgemeine Staatslehre: Praxisfälle und Lösungen in systematischer Bearbeitung. Verlag Österreich, Wien, 2002, ISBN 3-7046-3906-0.

als Herausgeber
- Aufgabe soziale Gerechtigkeit: Baustelle Sozialstaat - corporate social responsibility - Netze der Zivilgesellschaft - Basis Familie? Schnider, Graz, 2006, ISBN 978-3-902020-29-1.
- Gerechte Arbeitswelt: Globalisierung, Flexibilisierung, Armutsbekämpfung? Leykam, Graz, 2007, ISBN 978-3-7011-0102-3.
- Jugend und soziale Gerechtigkeit. Leykam, Graz, 2008, ISBN 978-3-7011-0132-0.
- Demokratie im Umbruch: Perspektiven einer Wahlrechtsreform. Böhlau, Wien, Köln, Graz, 2009, ISBN 978-3-205-78434-0.
- Persönlichkeiten und Demokratie: wie wählen wir die besten Köpfe? NWV, Wien, Graz, 2011, ISBN 978-3-7083-0278-2.
- Steiermärkisches Landesrecht. Band 3: Besonderes Verwaltungsrecht. Springer Verlag 2010, ISBN 978-3-211-99251-7.